# Meermanskaart
Een meermanskaart (door de NS consequent aangeduid als "MeerMan'skaart") was een vervoersbewijs van de Nederlandse Spoorwegen (NS) dat rond 1970 werd ingevoerd. Oorspronkelijk was de naam van de kaart "2+ Kaart" maar omdat deze naam niet aansloeg bij het publiek werd deze naam in 1972 veranderd in "MeerMan'sKaart". De kaart was verkrijgbaar zowel voor de eerste klas als de tweede klas, voor groepen van twee tot en met vijf samenreizende personen, en gaf de mogelijkheid tegen een gereduceerd tarief onbeperkt gebruik te maken van de trein gedurende één dag behalve aanvankelijk op vrijdag. Er gold dan een basistarief voor twee personen waarbij steeds tegen een geringe bijbetaling van 5 gulden één persoon meer kon mee reizen tot maximaal vijf personen. Was de groep groter, dan konden er meerdere meermanskaarten worden aangeschaft in elke gewenste combinatie tussen twee en vijf personen.
Er werd één vervoersbewijs afgeven in combinatie met het NS-identiteitsbewijs van één persoon. De voorwaarde voor het gebruik was wel dat de groep gezamenlijk met elkaar moest reizen waarbij de houder van het identiteitsbewijs er altijd bij moest zijn. Wel was het mogelijk dat er minder personen op een kaart reisden dan het aantal personen waar de kaart voor was gekocht. Dit kon bijvoorbeeld voorkomen als men in de ochtend met een grotere groep ergens heen reisden dan in de avond. Andersom was natuurlijk niet mogelijk. In 1974 bedroeg de prijs in de tweede klas 35, 40, 45 of 50 gulden.
Later was de kaart niet meer geldig buiten de voordeeluren, maar wel op vrijdag. In 2000 werd de kaart afgeschaft, omdat er volgens de NS onvoldoende belangstelling voor zou bestaan.
Als standaard reisproduct verkoopt NS eind 2013 iets wat op de "Meer Man's Kaart" lijkt, het zogeheten "NS groepsretour".

## Groepsretour
De NS groepsretour was een reisproduct van de NS tot 16 januari 2018 en is vervangen door het NS Groepsticket. Met de NS Groepsretour konden groepen vanaf 4 t/m 10 personen met groepskorting reizen per trein. De korting werd per persoon verhoogd (stapelkorting), waardoor de kosten van de groepsretour omlaag gingen, naarmate de groep groter werd.
Voorwaarden voor dit reisproduct is dat alle reizigers op hetzelfde station op- en afstappen.

## Groepsticket
Het NS Groepsticket is vanaf 15 januari 2018 de vervanger voor de NS Groepsretour. Met het NS Groepsticket kunnen groepen van 4 t/m 7 personen met korting reizen in de reguliere treinen op het Nederlandse spoor, met uitzondering van de Thalys. De verandering wordt doorgevoerd om fraude, oplichting en misbruik te voorkomen. Daarbij betreft het reisproduct niet langer een retourticket, maar slechts een enkele reis. De korting wordt per persoon verhoogd (stapelkorting), waardoor de totale reiskosten lager worden, naarmate de groep groter wordt.
1. ↑   https://nha.courant.nu/issue/HD/1974-02-08/edition/null/page/10?query=. Gearchiveerd op 20 augustus 2024.